# .lgbt
.lgbt є спонсорованим доменом верхнього рівня для ЛГБТ-спільноти, автором якого є Afilias. Ім'я домену було делеговано в Root Zone 18 липня 2014 року. Створення .lgbt призначене для сприяння різноманітності та ЛГБТ-бізнесу, а також є відкритим для ЛГБТ-бізнесів, організацій та всіх, хто бажає охопити ЛГБТ-спільноту.
PinkNews та Out Now Consulting були одними з перших, хто запустив вебсайти з доменом .lgbt.